# Romanian International 2008
Die Romanian International 2008 fanden in Timișoara vom 20. bis zum 23. März 2008 statt. Der Referee war Lajos Csanda aus Ungarn. Das Preisgeld betrug 5.000 US-Dollar, wodurch das Turnier in das BWF-Level 4B eingeordnet wurde. Es war die 10. Austragung dieser internationalen Meisterschaften von Rumänien im Badminton.

## Austragungsort
- Complexul Sportiv Banu Sport, FC Ripensia Street 33

## Finalergebnisse
| Disziplin    | Sieger                               | Finalist                          | Ergebnis          |
| ------------ | ------------------------------------ | --------------------------------- | ----------------- |
| Herreneinzel | Ville Lång                           | Raul Must                         | 21:17 21:18       |
| Dameneinzel  | Hwang Hye-youn                       | Olga Golovanova                   | 21:13 21:7        |
| Herrendoppel | Vladimir Metodiev Krasimir Jankov    | Łukasz Moreń Michał Rogalski      | 21:17 14:21 21:15 |
| Damendoppel  | Olga Golovanova Anastasia Prokopenko | Eva Lee Mesinee Mangkalakiri      | 21:18 21:15       |
| Mixed        | Stilijan Makarski Diana Dimova       | Łukasz Moreń Małgorzata Kurdelska | 21:15 10:21 21:18 |